# HD 170137
HD 170137，又名BD+03 3716，SAO 123513、HR 6925，是一颗恒星，视星等为6.07，位于銀經33.59，銀緯6.96，其B1900.0坐标为赤經18h 22m 51.5s，赤緯+3° 6.96′ 15″。